# The Dark Star (film fra 1919)
The Dark Star er en amerikansk stumfilm fra 1919 instrueret af Allan Dwan med Marion Davies i hovedrollen.
Filmen er baseret på Robert W. Chambers' roman af samme navn fra 1917. Den blev produceret af Cosmopolitan Productions og distribueret af Paramount Pictures. Filmen er anset tabt. 

## Medvirkende
- Marion Davies som Rue Carew
- Dorothy Green som Naia
- Norman Kerry som Jim Neeland
- Matt Moore som Alak
- Ward Crane